# Mookie Betts
Markus Lynn Betts (7 de octubre de 1992, Nashville, Tennessee) más conocido como Mookie Betts, es un jugador profesional de béisbol estadounidense, que juega como jardinero derecho y segunda base en Los Angeles Dodgers de la Major League Baseball.
En 2018, se convirtió en el primer jugador de la historia en ser MVP de la Liga Americana, Guante de Oro, Bate de Plata, campeón de bateo y las Series Mundiales.

## Carrera profesional

### Draft y ligas menores

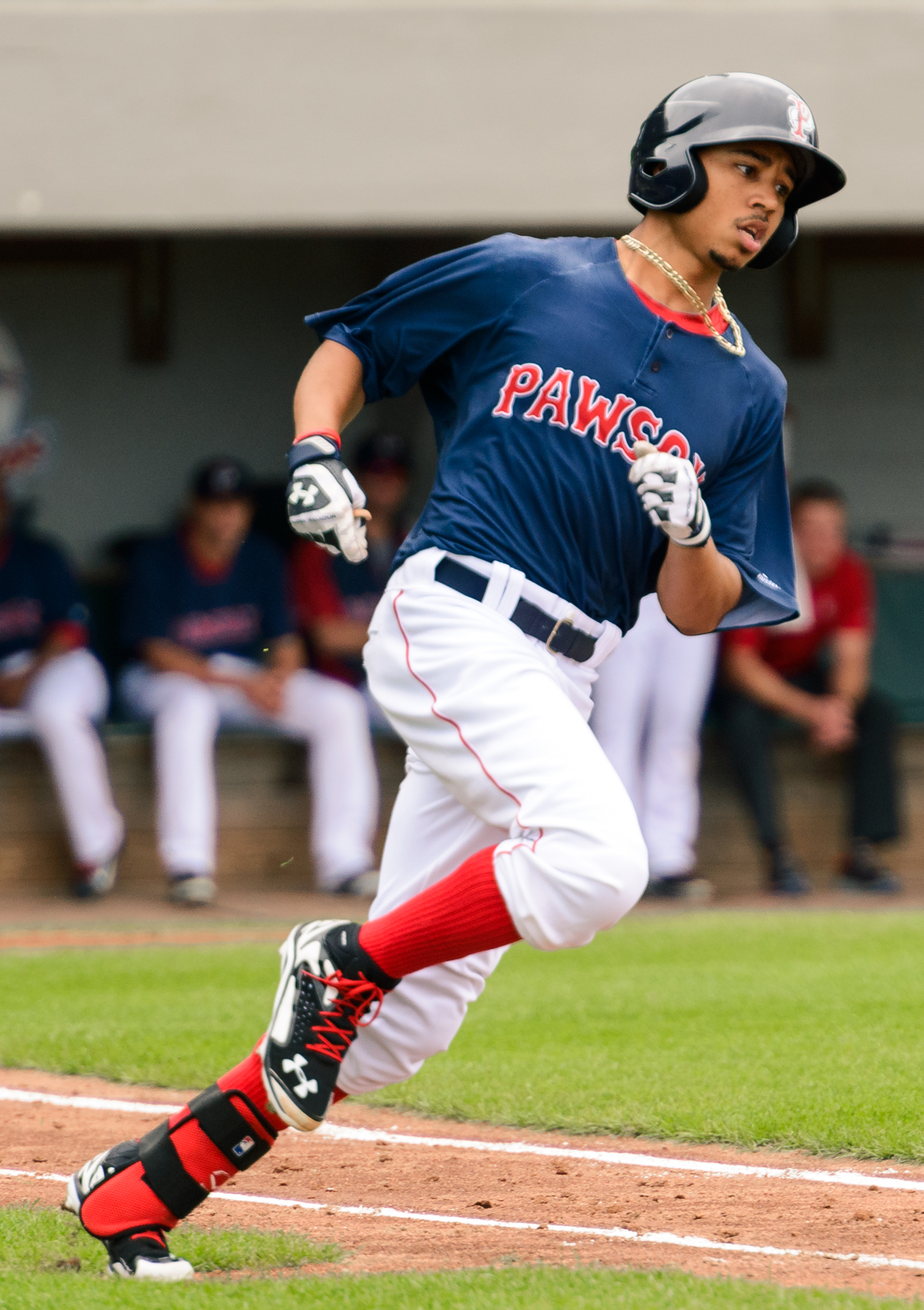
Betts jugando para el Pawtucket Red Sox en 2014

Fue seleccionado en la quinta ronda del Draft de la MLB en 2011, y declinó jugar a nivel universitario con los Tennessee Volunteers. Jugó para los Lowell Spinners de la liga Nueva York–Penn, los Greenville Drive de la South Atlantic League, los Salem Red Sox de la liga de Carolina, los Surprise Saguaros de la Liga de Otoño de Arizona, los Portland Sea Dogs de la Liga del Este, y los Pawtucket Red Sox de la Liga Internacional.

### Boston Red Sox (2014–2019)

#### Temporada de 2014: Temporada de novato
Betts debutó en las Grandes Ligas con los Boston Red Sox en junio de 2014. En agosto anotó un Grand Slam, el jugador más joven en lograrlo en casi medio siglo. En sus 52 partidos obtuvo un promedio de bateo de 29% y cinco cuadrangulares.

#### Temporada de 2015: Cambio al jardín derecho
En la temporada 2015, el jugador volvió a promediar 29% de bateo, con 92 carreras anotadas, 77 carreras remolcadas, 18 cuadrangulares y 21 bases robadas.

#### Temporada de 2016: Primera aparición en el Juego de Estrellas
Betts fue seleccionado para el Juego de las Estrellas de 2016, anotando un single y una remolcada. Consiguió un promedio de 32%, 122 carreras anotadas, 113 carreras remolcadas, 31 cuadrangulares y 26 bases robadas. Quedó en segunda posición en el premio a Jugador Más Valioso de la Liga Americana.

#### Temporada de 2017: Segunda aparición en el Juego de Estrellas
Su desempeño desmejoró en 2017, con un promedio de bateo de 26%, 101 carreras anotadas, 102 carreras remolcadas, 24 cuadrangulares y 26 bases robadas.

#### Temporada de 2018: MVP de la Liga Americana y campeonato de la Primera Serie Mundial

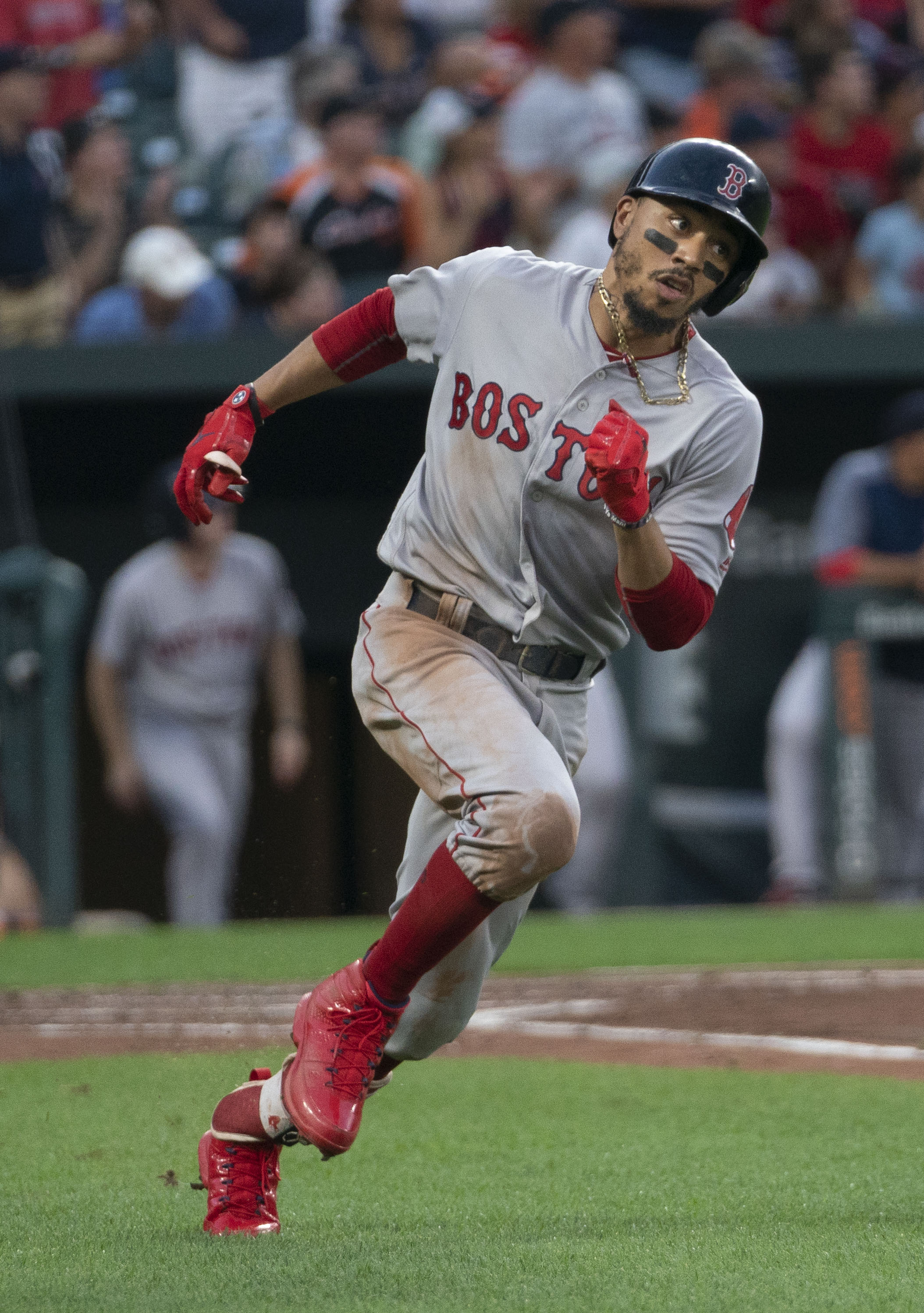
Betts con los Red Sox en agosto de 2018

En 2018, Betts acumuló un promedio de bateo de 35%, 129 carreras anotadas, 80 carreras remolcadas, 32 cuadrangulares y 30 bases robadas. Luego consiguió la Serie Mundial con los Red Sox, al vencer en la final 4-1 a Los Angeles Dodgers, donde consiguió anotar un home-run en el quinto y último partido de la serie. Así, fue premiado como el Jugador Más valioso de la Liga Americana con 28 de los 30 primeros votos.

#### Temporada de 2019: El año pasado en Boston
El jugador continuó destacándose en la temporada 2019, en la que logró un promedio de bateo de 30%, 135 carreras anotadas, 80 carreras remolcadas, 29 cuadrangulares y 16 bases robadas.

### Los Angeles Dodgers (2020–Presente)

#### Temporada de 2020: Segundo campeonato de la Serie Mundial
En febrero de 2020, y tras no haber firmado la renovación con los Red Sox, Betts fue traspasado a Los Angeles Dodgers. Sin embargo el traspaso se paralizó durante días debido al estado físico de algunos de los jugadores involucrados en el traspaso.
La transacción de Betts se confirmó el 22 de julio de 2020, durante la pandemia de COVID-19, al firmar un contrato de 365 millones de dólares por 12 años. El pelotero obtuvo un promedio de bateo de 29%, 47 carreras anotadas, 39 carreras remolcadas, 16 cuadrangulares y 10 bases robadas.

#### Temporada de 2021: Quinta aparición en el Juego de Estrellas

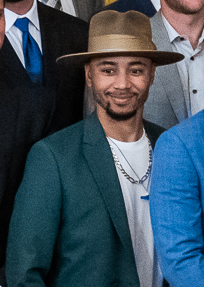
Betts en la Casa Blanca con los Dodgers en 2021, luego de ganar la Serie Mundial de 2020

Betts fue seleccionado para el Equipo de Estrellas de la Liga Nacional, su primera aparición con los Dodgers. No jugó en el juego debido a una lesión, habiendo luchado contra la espalda y problemas en el hombro izquierdo este año. Jugó en 122 partidos para los Dodgers, con un promedio de bateo de .264, 23 jonrones y 58 carreras impulsadas. En la postemporada, tuvo dos hits en cuatro at-bat en el Juego de comodines de la Liga Nacional de 2021 nueve hits en 20 at-bates (.450) con un jonrón en el Serie de la División de la Liga Nacional y cuatro hits en 23 at-bats (.174) en el Serie de Campeonato de la Liga Nacional.

#### Temporada de 2022: Sexta aparición en el Juego de Estrellas
A mediados de junio, Betts se rompió la costilla y entró en la lista de lesionados de diez días. El 23 de julio de 23, Betts bateó su carrera en casa de Alex Wood de los San Francisco Giants.
Fue seleccionado como jardinero titular para el Equipo de Estrellas de la Liga Nacional, haciendo su sexta aparición en el Juego de Estrellas de la MLB, que se jugó en el Dodger Stadium en 2022. Jugó en 142 partidos para los Dodgers en 2022, bateando .269 con un récord personal de 35 jonrones y registrando 82 carreras impulsadas. Estaba empatado por el liderato de la liga con 117 carreras anotadas. 
Betts terminó quinto en la votación por el premio al Jugador Más Valioso de la Liga Nacional. Ganó su quinto premio Silver Slugger.

#### Temporada de 2023: Séptima aparición en el Juego de Estrellas
En la temporada 2023 de la MLB, Mookie Betts confirmó su participación en el esperado Home Run Derby, haciendo público el anuncio el 30 de junio de 2023. El 1 de septiembre de 2023, Mookie Betts alcanzó su 250º cuadrangular en las Grandes Ligas en un juego contra los Braves. A pesar de la derrota de los Dodgers, Betts bateó dos cuadrangulares en ese juego, sumando 38 en la temporada.

#### Temporada de 2024: Cambio al campocorto
Dirigiéndose al entrenamientos de primavera en 2024, el plan era que Betts se convirtiera en la segunda base a tiempo completo de los Dodgers, ya que el equipo tenía más jardineros que querían tener tiempo de juego. Sin embargo, el plan cambió como resultado de la mala defensa de Gavin Lux en los juegos de Liga de Cactus, y el 8 de marzo, se anunció que Betts se convertiría en el campocorto titular de los Dodgers. En un partido el 16 de junio, Betts fue golpeado en la mano izquierda por una bola rápida de 97,9 mph lanzada por el lanzador Dan Altavilla, lo que lo rompió y requirió una larga estancia en la lista de lesionados. Ya en la postemporada se recuperó y ayudó en su equipo para la victoria de la serie mundial proclamándose campeón con Los Ángeles Dodgers los campeones de la MLB

## Palmarés
- Serie Mundial (3): 2018, 2020 y 2024
- MVP Liga Americana (1): 2018
- All Star (7): 2016-2019 y 2021-2023
- Bate de Plata (6): 2016, 2018-2020, 2022 y 2023
- Guante de Oro (6): 2016-2020 y 2022
- Wilson Jugador Defensivo del Año, a mejor Jardinero derecho (2): 2016 y 2018
- Premio Fielding Bible (6): 2016-2018, 2020
- Líder de bateo de la Liga Americana (1): 2018